# Ziua Internațională a Povestitului
Ziua Internațională a Povestitului este o sărbătoare anuală a povestirii orale. În Emisfera nordică a Pământului, aceasta este celebrată în timpul echinocțiului de primăvară, în timp ce în cea sudicǎ, aceasta ia loc în timpul echinocțiului de toamnǎ.

## Istoricul evenimentelor

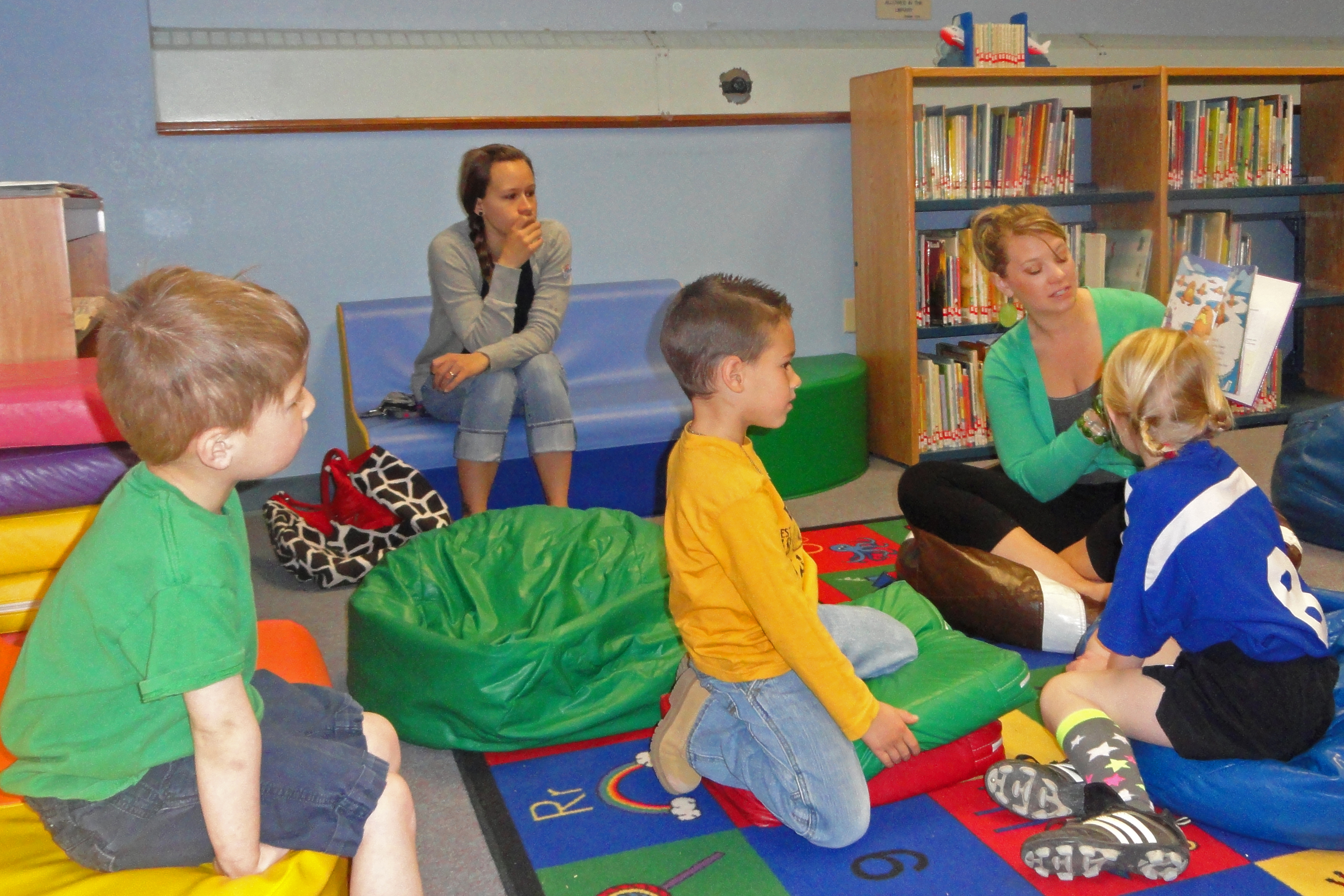
EL PASO, TEXAS, UNITED STATES
03.02.2013
Photo by Sgt. Ida Irby

Ziua mondială a povestirilor își are rădăcinile într-o zi națională de povestire în Suedia, circa anul 1991-2. La acea vreme, un eveniment a fost organizat la 20 martie în Suedia, numit "Alla berättares dag" (Toată ziua povestitorilor).
În 2002 evenimentul s-a răspândit din Suedia în Norvegia, Danemarca, Finlanda și Estonia. În 2003, ideea s-a răspândit în Canada și în alte țări, iar evenimentul a devenit cunoscut la nivel internațional ca Ziua Mondială a Povestirilor. Începând din 2004, Franța a participat la evenimentul Jour Mondial du Conte. Ziua mondială a povestirilor 2005 a avut un marș mare duminica la 20 martie. Au fost evenimente din 25 de țări de pe 5 continente, iar în 2006 programul a crescut în continuare. În 2007 a fost prima dată când a avut loc un concert de povestiri în Newfoundland, Canada. În 2008, Olanda a participat la Ziua Mondială a Povestirilor cu un mare eveniment numit "Vertellers in de Aanval" la 20 martie; trei mii de copii au fost surprinși de apariția bruscă a povestitorilor în sălile de clasă.
În 2009, au avut loc evenimente de Ziua Mondială a Povestirilor în Europa, Asia, Africa, America de Nord, America de Sud și Australia.

## Tematică
În fiecare an, multe dintre evenimentele individuale de povestiri care au loc în întreaga lume sunt legate de o temă comună.În fiecare an, tema este identificată și agreată de povestitori din întreaga lume.
- 2004 - Păsări
- 2005 - Poduri
- 2006 - Luna
- 2007 - Călătorul
- 2008 - Vise
- 2009 - Vecini
- 2010 - Lumină și umbră
- 2011 - Apă
- 2012 - Copaci
- 2013 - Fortună și soartă
- 2014 - Monștri și dragoni
- 2015 - Dorințe
- 2016 - Femei puternice
- 2017 - Transformare
- 2018 - Nebunul înțelept
- 2019 - Mituri, legende și epopei